# Лозинский, Виктор Александрович
Виктор Александрович Лозинский (род. 6 апреля 1963, Голованевск, Кировоградская область) — украинский политик и предприниматель, на парламентских выборах 2006 года был уполномоченным лицом от Партии регионов в территориальном избирательном округе № 98 (Голованевск), затем депутат Верховной Рады Украины (2007—2009) по списку Блока Юлии Тимошенко.

## Биография
Виктор Лозинский родился в Кировоградской области 6 апреля 1963 года. Имеет старшую сестру и трёх старших братьев.
Проходил срочную службу в пограничных войсках КГБ СССР.
После военной службы Виктор Лозинский поступил в Херсонскую средне-специальную школу милиции МВД СССР. В октябре 1983 года лейтенант милиции Лозинский занял должность оперуполномоченного в уголовном розыске Маловисковского РОВД УМВД УССР в Кировоградской области. В марте 1988 года был уволен из органов внутренних дел с формулировкой «за укрывательство преступлений и нетактичное обращение с гражданами».
В 2001 году женился.
После брака, будучи генеральним директором сельскохозяйственного ООО «Манжурка», активно скупал лесные и сельскохозяйственные угодья в Голованевском районе Кировоградской области.
16 апреля 2006 года получил «искреннюю благодарность» от Виктора Януковича за самоотверженный труд во время избирательной кампании 2004 года и активную жизненную позицию и преданность идеалам Партии регионов.
16 ноября 2004 года награждён Кабинетом Министров Украины почётной грамотой за «весомый вклад в обеспечение развития агропромышленного комплекса Кировоградской области».
В 2005 году за помощь и поддержку Украинской православной церкви Московского патриархата был награждён орденом «Нестора Летописца».
По поручению Митрополита Киевского и всея Украины, Предстоятеля Украинской Православной Церкви Владимира епископ Пантелеймон вручил Виктору Лозинскому орден Украинской Православной Церкви «Преподобного Ильи Муромца» III степени.
На парламентских выборах 2006 года был уполномоченным лицом от Партии регионов в территориальном избирательном округе № 98 (Голованевск).
С 23 ноября 2007 года по 3 июля 2009 года — депутат Верховной рады Украины. Избран по списку Блока Юлии Тимошенко (под № 96). По свидетельству бывшего министра транспорта и связи Украины Иосифа Винского, Виктор Лозинский был включён в список Юлией Тимошенко несмотря на возражения со стороны однопартийцев.
Будучи депутатом, в Верховной раде занимал пост главы подкомитета по вопросам контроля над соблюдением законодательства в сфере борьбы с организованной преступностью и коррупцией органами государственной власти и местного самоуправления Комитета по вопросам борьбы с оргпреступностью и коррупцией. Кроме того, состоял в группах по межпарламентским связям с Арменией, Узбекистаном, Российской Федерацией, Соединённым Королевством Великобритании и Северной Ирландии.
На пленарных заседаниях Верховной Рады был зарегистрирован 187 раз, пропустил заседания 19 раз. Выступал с места 8 раз и дважды передавал слово коллегам.
3 июля 2009 года Виктор Лозинский 415 голосами парламентариев был лишён депутатского мандата — «в связи с личным заявлением о сложении им депутатских полномочий».

## Инцидент с Валерием Олейником
16 июня 2009 года произошёл инцидент, в результате которого погиб 55-летний житель села Грушки Ульяновского района Кировоградской области Валерий Олейник. В ходе начавшегося расследования выяснилось, что к его гибели имели отношение депутат Верховной рады Украины Виктор Лозинский, начальник Голованевской районной прокуратуры Евгений Горбенко и начальник Голованевского районного отдела милиции Михаил Ковальский.
По версии Виктора Лозинского, погибший привлёк их внимание подозрительным поведением, внезапно открыл по ним огонь из двух пистолетов, при попытке задержать его оборонялся ножом. В ходе инцидента на место были вызваны сотрудники милиции, которые и задержали Олейника. Валерий Олейник скончался от ран уже после госпитализации в районной больнице.
По версии жителей села Грушки, незадолго перед событиями компания Лозинского, Горбенко и Ковальского находилась в местном питейном заведении. Виктор Лозинский имел репутацию «хозяина» района, причастного к случаям гибели и исчезновения неугодных ему людей — причём без всяких для него последствий. С другой стороны, Валерий Олейник был известен односельчанам, как человек тихий, и даже блаженный. Наиболее вероятной причиной гибели Олейник, по мнению односельчан, является сам факт присутствия его на земле, принадлежащей Виктору Лозинскому.
Олейник картечью был ранен в обе ноги, вследствие чего коленный сустав правой ноги был разворочен и Олейник сразу потерял способность передвигаться. После этого в течение примерно трёх часов Олейнику не оказывали медицинской помощи и более того, продолжали жестоко избивать. В ходе экспертизы на теле Олейника были отмечены многочисленные кровоподтёки, ссадины на коже головы, грудной клетки (в частности, сломано шестое ребро с правой стороны), верхних конечностей; такие телесные повреждения могли быть нанесены кулаком или обутой ногой. Кроме того, у Олейника 10 огнестрельных ран, размещённые попарно на ногах и появившиеся в результате выстрелов из гладкоствольного охотничьего оружия, предположительно картечи с дробинами диаметром 9 мм.
Отец Лозинского в своё время был «боярином» (свидетелем) на свадьбе матери Олейника. Олейник, как и Лозинский, в прошлом служил в милиции: до 1987 года он служил в Херсонской области в конвойном взводе.
22 июня народный депутат Верховной рады Украины от Блока Юлии Тимошенко Владимир Пилипенко обратился к министру внутренних дел с просьбой о награждении лиц, «которые, подвергаясь смертельной опасности и рискуя собственной жизнью, задержали преступника» (то есть убитого Олейника) в Голованевском районе Кировоградской области.

### Расследование
Предварительным следствием была выявлена вина Лозинского, Горбенко и Ковальского в убийстве Олейника. Горбенко и Ковальский были уволены с занимаемых должностей и задержаны Генеральной прокуратурой Украины. На следствии они сознались в убийстве 15 человек.
Лозинский, который сперва проходил по делу как свидетель, обратился к Генеральному прокурору с просьбой внести на рассмотрение Верховной Рады представление о лишении его депутатской неприкосновенности.
Генеральная прокуратура возбудила уголовное дело в отношении Виктора Лозинского по ч.2 ст.121 УК Украины (умышленное нанесение тяжких телесных повреждений, повлёкшее смерть потерпевшего), а также ещё два уголовных дела по признакам преступления, предусмотренным ст.146 (незаконное лишение свободы или похищение человека) и ст.189 (вымогательство) Уголовного кодекса Украины, поскольку в 2008 году Лозинским на его угодьях в Одесской области были захвачены два охотника, за освобождение которых он требовал 40 тысяч долларов США.
Однако после лишения его депутатского статуса Виктор Лозинский скрылся в неизвестном направлении. 7 июля Печерский районный суд Киева дал разрешение на задержание Виктора Лозинского и доставку его в суд. 30 июля Виктор Лозинский был объявлен в международный розыск. 7 августа 2009 года украинские органы правопорядка обратились к Израилю с просьбой об экстрадиции Виктора Лозинского. 1 марта 2010 года Виктор Лозинский сам явился в Генеральную прокуратуру, где и был задержан.

### Наказание
Государственное обвинение вменило в вину подозреваемому нарушение шести статей УК Украины. 20 апреля 2011 года согласно решению Днепровского районного суда г. Киева он был осуждён по двум статьям УК Украины — за умышленное убийство из хулиганских побуждений и за незаконное хранение и обращение с оружием и боеприпасами — и приговорён к 15 годам заключения. 9 апреля 2012 года Апелляционный суд г. Киева смягчил приговор Лозинскому, уменьшив срок наказания до 14 лет. В марте 2013 года Высший специализированный суд по гражданским и уголовным делам пересмотрел дело Лозинского. Суд переквалифицировал статью обвинения с умышленного убийства на причинение тяжких телесных повреждений и назначил новое наказание в виде 10 лет лишения свободы.
Лозинский отбывал наказание в Бориспольской ИК № 119 в селе Мартусовка Бориспольского района Киевской области, где должен был находиться до 1 марта 2020 года. Имел дисциплинарные взыскания за нарушения режима. С лета 2013 года находился на участке социальной реабилитации за пределами колонии.

### Попытка освобождения
11 июня 2014 года Лозинский согласно решению Бориспольского городского районного суда, на основании выводов Главного бюро судебно-медицинской экспертизы Министерства охраны здоровья Украины, был освобождён из мест лишения свободы по состоянию здоровья. Ходатайство защиты осуждённого поддержала потерпевшая сторона; представители прокуратуры и Бориспольской исправительной колонии № 119 своё мнение не высказали и положились на решение суда. Суд нашёл, что осуждённый имеет ряд прогрессирующих заболеваний сердечно-сосудистой системы и счёл, что пребывание в ИК № 119 лишь усугубляет его тяжёлое состояние.
Народный депутат Украины Олег Ляшко сообщил, что Лозинский якобы устроил по месту проживания в Голованевске Кировоградской области праздничный фейерверк по случаю своего освобождения, а также усомнился в законности его освобождения и достоверности медицинского диагноза и выразил предположение, что дело не обошлось без пособничества со стороны руководства пенитенциарных органов.
В ответ, Глава Государственной пенитенциарной службы Украины Сергей Старенький заявил, что его служба не привлекалась для оценки здоровья Лозинского.
Премьер-министр Украины Арсений Яценюк потребовал от Генерального прокурора Украины Олега Махницкого обжаловать решение Бориспольского городского районного суда и привлечь к ответственности всех лиц, допустивших освобождение Лозинского, которое он назвал «неправомерным». 12 июня 2014 года Лозинский повторно задержан.
Досудебным расследованием Генеральной прокуратуры было установлено, что 3 июня 2014 года председатель Бориспольского горрайонного суда Киевской области Сергей Вознюк при пособничестве первого заместителя прокурора Киевской области Владимира Бабенко и начальника отдела прокуратуры Киевской области (которые умышленно не внесли апелляционную жалобу на это заведомо неправосудное судебное решение) вынес заведомо неправосудное решение об освобождении Лозинского от дальнейшего отбывания наказания. 1 октября 2014 года Генеральный прокурор Украины направил ходатайство об отстранении Вознюка от должности председателя суда.
Лозинский продолжает отбывать наказание в Бориспольской ИК № 119. В мае 2015 года Апелляционный суд Киевской области отказал в ходатайстве о замене ему неотбытой части наказания более мягким в виде исправительных работ.
25 февраля 2016 года Бориспольский горрайонный суд Киевского области досрочно освободил из мест лишения свободы Виктора Лозинского. 6 апреля 2016 года Апелляционный суд Киевской области признал законным применение условно-досрочного освобождения к Виктору Лозинскому.
6 мая 2019 года Днепровский районный суд Киева снял судимость с Виктора Лозинского.
В 2020 году был избран головой Подвысоцкой сельской общины Кировоградской области